# Suveræne fyrstendømme de forenede Nederlande
Det Suveræne fyrstendømme de forenede Nederlande (21. november 1813–16. marts 1815) var en stat, der kortvarigt eksisterede i Vesteuropa i slutningen af Napoleonskrigene.
Fyrstendømmet omfattede stort set de europæiske dele af det nuværende Kongeriget Nederlandene.

## Forhistorie
I 1747 fik Republikken af de syv forenede Nederlande eller provinser en arvestatholder.
I 1795 fordrev de franske revolutionstropper arvestatholder Vilhelm 5. af Oranien (1748–1806).
Den 19. januar 1795 (dagen efter statsholderens flugt) efter udråbte de franske tropper den Bataviske Republik, der blev en fransk vasalstat.
I perioden 1801–1806 var Bataafs Gemenebest eller (Bataafsch Gemeenebest) det hollandske navn på republikken.
I 1806 blev den bataviske republik omdannet til Kongeriget Holland, og kejser Napoleon 1. af Frankrig indsatte sin bror Lodewijk Napoleon Bonaparte (Ludvig 1. af Holland) som konge. Der kom hurtigt konflikter mellem brødrene. Kong Ludvig 1. forsvarede de hollandske interesser – også når de var i mostrid med de franske interesser.
I 1810 afsatte kejser Napoleon sin bror og indsatte sin mindreårige brorsøn som konge under navnet kong Ludvig 2. af Holland. To uger senere indlemmede kejseren Kongeriget Holland i Frankrig. Kejseren indsatte den tidligere franske finansminister og tredje konsul Charles-François Lebrun som guvernør (stadhouder-prins) over de vigtigste hollandske departementer (Zuiderzeedepartement (Noord-Holland og Utrecht) og Monden van de Maas (Zuid-Holland)).

## Oprettelsen af fyrstendømmet
Efter Slaget om Moskva i 1812 og Folkeslaget ved Leipzig i oktober 1813 smuldrede kejser Napoleons magt.
I april 1813 havde franskmændene slået et hollandsk oprør ned. I oktober 1813 kom der et nyt oprør. Her kunne de franske tropper ikke klare sig, og de trak sig ud af landet. Statholder-prinsen Charles-François Lebrun måtte erkende, at situationen var håbløs. Den 16. november 1813 flygtede han fra Amsterdam.
Den 20. novenber dannede et tremandsråd (triumvirat eller hollandsk: Driemanschap van 1813) en foreløbig regering i Haag. Engelske og preussiske tropper var på vej mod Holland. Bekymringen var, at Storbritannien og Preussen ville følge det franske eksempel og annektere landet.
Tremandsrådet måtte handle hurtigt, og 21. november udråbte de Det Suveræne fyrstendømme de forenede Nederlande.
Tremandsrådet tilkaldte den næsten glemte landflygtige arveprins Willem Frederik (en søn af den fordrevne arvestatholder, der var død i 1806).
Willem Frederik, prins van Oranje-Nassau, ankom til Scheveningen ved Haag den 30. november 1813. Den 1. december blev han udråbt til fyrste. Den 6. december 1813 fik fyrst Willem Frederik tilbudt den hollandske kongekrone, men han afslog for ikke at provokere stormagterne.
Fra starten omfattede fyrstendømmet kun et mindre område, men den 1. august 1814 ankom fyrst Willem Frederik til Bryssel, hvor han også gjorde krav på Belgien.

## Oprettelsen af kongeriget
Den 26. februar 1815 flygtede den afsatte kejser Napoleon fra Elba. Han landede i Frankrig den 1. marts. Dette var begyndelsen på De hundrede dage (20. marts–8. juli 1815), hvor Napoleon fik magten i Frankrig tilbage, og hvor han kom i krig med nabolandene.
Fyrst Willem Frederik frygtede et fransk angreb, og den 16. marts 1815 lod han sig udråbe til konge under navnet Vilhelm 1. af Nederlandene. Det nye kongerige (det Forenede Kongerige Nederlandene) kom i personalunion med Storhertugdømmet Luxembourg, og kongeriget blev anerkendt af Wienerkongressen.